# Stevie Nicks
Stephanie Lynn "Stevie" Nicks (Phoenix, Arizona, 26 de maig de 1948) és una cantant i compositora nord-americana, coneguda per haver estat membre del grup Fleetwood Mac, a més de tenir una llarga carrera com a solista, i que en conjunt ha produït més de 20 Top 40 èxits. Com a membre de Fleetwood Mac, va entrar al The Rock and Roll Hall of Fame el 1998 i com a solista el 2019.